# Keller Fruzsina
Keller Fruzsina Adél (Veszprém, 2003. szeptember 19. –) légtornász, tornász. 

## Sportpályafutása
Három éves kora óta sportol. Korábban kézilabdázott és tornázott. Tagja volt a veszprémi Cholnoky Mozgásművészeti Stúdiónak, amelynek tagjaként 2016-ban a németországi Weisweilerben a 38. Gárda és Showtánc Európa-bajnokságon az "A" kategóriában 2. helyezést ért el.
2017-ben ismerkedett meg a légtornával a veszprémi Légtorna és Légtánc Egyesületben. Rögtön első országos versenyén harmadik helyezést ért el. 2018-ban ezüst-, 2019-ben két aranyérmet szerzett. Hetente egyszer a Rippel fivérek akadémiáján vesz részt edzésen.
A légtánc mellett a hagyományos torna sportágban is eredményes. 2014–2015-ben a Torna Diákolimpia pécsi elődöntőjén egyéni összetettben a 4. helyen végzett, a 2018–2019. évi országos döntőn egyéniben a hatodik helyet szerezte meg, a 2019–2020. évi országos elődöntőn egyéni összetettben a 2. helyen végzett.
A légtornában egy igen hosszú selyemkendőbe kapaszkodik a sportoló, hol a kezével, de leginkább a lábával, és a függönyszerű anyag segítségével mutat be megvalósíthatatlannak tűnő, látványos, lélegzetelállító akrobatikus gyakorlatokat, zuhanásokat, forgásokat, úgynevezett bekötéseket. Számára a légtorna nemcsak egy sport, hanem előadó-művészet és életstílus is egyben.
A 2016-ban Nagy Kálmán által rendezett Reszkető gerenda című film szereplője volt.

## Versenyek
- Hajnal Mozgástér országos légtáncverseny, Silk 
  - 3. hely (2017),
  - 2. hely (2018),
  - 1. hely (2019)[9]
- II. Lariel országos légtáncverseny, Silk 1. hely (2019)
- XI. Botev kupa–Sztoján Hanna emlékverseny, leány összetett 3. hely (2019)[10]
- Aerial and Pole online championship junior 13/16, Silk 1. hely (2020)

## Díjai, elismerései
- 2014: Jó tanuló, jó sportoló („kitűnő tanulmányi munkájáért, az anyanyelvi és német nemzetiségi versenyeken való kiemelkedő szerepléseiért, a játékos sport-, atlétika-, kézilabda- és táncversenyeken elért kimagasló eredményeiért”)[11]